# Hans Anderson
Hans Wilhelm Ferdinand Anderson (* 23. Juli 1880 in Frankfurt (Oder); † 1. Dezember 1965 in Berlin-Spandau) war ein deutscher Legationsrat. 

## Leben
Er war der Sohn des Rechnungsrates Rudolf Anderson und Nachkomme schwedischer Offiziere und Schauspieler. Nach dem Besuch des Realgymnasiums in Frankfurt (Oder) studierte er Staats- und Naturwissenschaften an den Universitäten Washington, Berlin, Heidelberg und Gießen. 1902 wurde er Kreisgerichtsaktuar und von 1907 bis 1913 war er als Geheimer Sekretär an der Botschaft in Washington tätig. Von 1913 bis 1923 war er Mitglied der deutschen Gesandtschaft in Chile. 1925 promovierte er an der Universität Gießen zum Dr. phil. Im gleichen Jahr wurde er Vizekonsul im Auswärtigen Amt. 1926 ging Anderson als Legationsrat nach Belgrad und kehrte 1929 in das Auswärtige Amt nach Berlin zurück, wo er bis 1934 im Dienst war.

## Werke (Auswahl)
- Die Schiffbau-Industrie in Chile während des Weltkrieges 1914–1918. Eine nationalökonomische Abhandlung, Santiago (Chile), 1923.
- Die natürlichen Grundlagen und die gegenwärtigen Verhältnisse der landwirtschaftlichen Produktion in Chile (Las bases naturales y las condiciones actuales de la producción agrícola en Chile), Berlin, Tropenpflanzer, 1925.